# Borbon
Borbon is een gemeente in de Filipijnse provincie Cebu. Bij de census van 2015 telde de gemeente bijna 36 duizend inwoners.

## Geografie

### Bestuurlijke indeling
Borbon is onderverdeeld in de volgende 19 barangays:
| - Bagacay - Bili - Bingay - Bongdo - Bongdo Gua - Bongoyan - Cadaruhan - Cajel - Campusong - Clavera | - Don Gregorio Antigua - Laaw - Lugo - Managase - Poblacion - Sagay - San Jose - Tabunan - Tagnucan |

## Demografie
Borbon had bij de census van 2015 een inwoneraantal van 35.526 mensen. Dit waren 3.928 mensen (12,4%) meer dan bij de vorige census van 2010. Ten opzichte van de census van 2000 was het aantal inwoners gegroeid met 6.955 mensen (24,3%). De gemiddelde jaarlijkse groei in die periode kwam daarmee uit op 1,44%, hetgeen lager was dan het landelijk jaarlijks gemiddelde over deze periode (1,72%).

De bevolkingsdichtheid van Borbon was ten tijde van de laatste census, met 35.526 inwoners op 120,94 km², 293,7 mensen per km².